# Kensaku Omori
Kensaku Omori (født 21. november 1975) er en tidligere japansk fodboldspiller.
Han har spillet for flere forskellige klubber i sin karriere, herunder Yokohama Marinos og Consadole Sapporo.